# 32282 Arnoldmong
32282 Arnoldmong è un asteroide della fascia principale. Scoperto nel 2000, presenta un'orbita caratterizzata da un semiasse maggiore pari a 3,1495488 UA e da un'eccentricità di 0,1659334, inclinata di 0,73661° rispetto all'eclittica.